# The Sydney Morning Herald
The Sydney Morning Herald (SMH) jsou denní kompaktní noviny publikované společností Fairfax Media v Sydney. Noviny byly založeny v roce 1831 jako Sydney Herald a jsou tedy nejstarším nepřetržitě vydávaným periodikem v Austrálii. Zakladateli byli Ward Stephens, Frederick Stokes a William McGarvie, členové redakce novin Sydney Gazette. Původně byly vydávány týdně, počínaje rokem 1840 každý den. Vycházejí šest dní v týdnu, od pondělí do soboty, a v neděli je publikováno sesterské periodikum The Sun-Herald.